# WCAA Giants in het seizoen 2009-10
In het seizoen 2009–10 speelden de World Class Aviation Academie (WCAA) Giants in de Eredivisie van het basketbal. Het was het eerste jaar onder de nieuwe naam, naar de hoofdsponsor "World Class Aviation Academie" (WCAA).
De Giants eindigden op de 2e plek van de ranglijst en bereikten de finale van de play-offs, waarin het team speelde tegen het team dat op de eerste plek eindigde, de GasTerra Flames uit Groningen. De Giants verloren deze serie met 4-1. In het NBB-Beker-toernooi kwam het team tot de halve finale maar werd daarin uitgeschakeld door ABC Amsterdam.

## Statistieken

### Teamgemiddelden
| Team        | GS | W  | V  | DP%   | 3P%   | VW%   | REB  | AST  | STL  | BLK | TO   |
| ----------- | -- | -- | -- | ----- | ----- | ----- | ---- | ---- | ---- | --- | ---- |
| WCAA Giants | 36 | 24 | 12 | 53,67 | 35,29 | 73,23 | 35,9 | 17,6 | 12,4 | 2,1 | 15,7 |

## Wedstrijden

### Oefenduels
|                   |                        |         |                |  |
| 12 september 2009 | Optima Gent            | 77 - 84 | WCAA Giants    |  |
|                   |                        |         |                |  |
| 16 september 2009 | RBC Verviers-Pepinster | 71-82   | WCAA Giants    |  |
|                   |                        |         |                |  |
| 19 september 2009 | WCAA Giants            | 57-63   | Optima Gent    |  |
|                   |                        |         |                |  |
| 20 september 2009 | WCAA Giants            | 59-83   | Antwerp Giants |  |
|                   |                        |         |                |  |
| 27 september 2009 | Antwerp Giants         | 57-52   | WCAA Giants    |  |

### Competitie
In de eredivisie kwamen de Giants op de 2e plaats terecht, onder de GasTerra Flames. De ploeg uit Bergen op Zoom won 24 van de 36 wedstrijden.

### Play-offs
In de play-offs bereikte Bergen op Zoom de finale, maar hierin moest het het afleggen tegen de GasTerra Flames met 4-1.